# مقاطعة جونسون (إلينوي)
مقاطعة جونسون (بالإنجليزية: Johnson County, Illinois)‏ هي إحدى مقاطعات ولاية إلينوي في الولايات المتحدة. ، بلغ عدد سكانها 12582 نسمة في عام 2010 حسب إحصاء مكتب تعداد الولايات المتحدة وتصل الكثافة السكانية فيها 14 نسمة/كم2.

## معرض صور

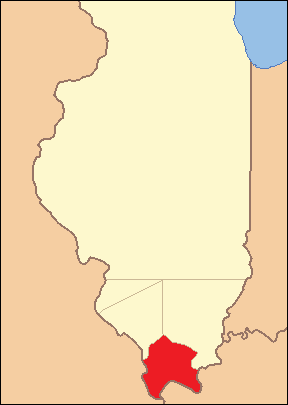
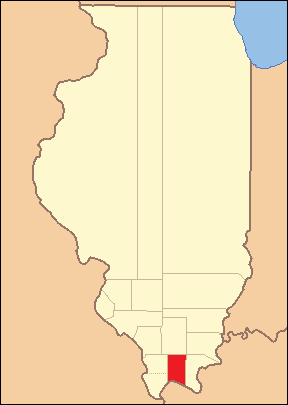
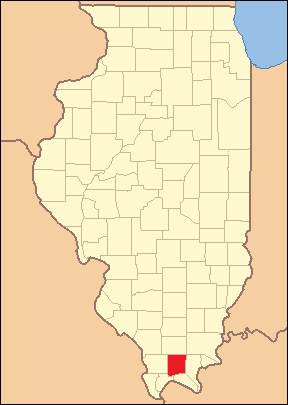
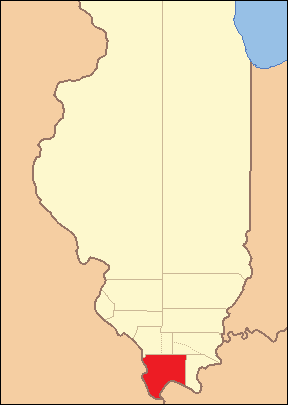

## وصلات خارجية
- United States Counties